# Jan Schoemaker
Jan Schoemaker (Den Haag, 28 juli 1884 – Wassenaar, 27 mei 1954) was een Nederlands voetballer die als doelman speelde.

## Interlandcarrière

### Nederland
Op 29 april 1906 debuteerde Schoemaker voor Nederland in een vriendschappelijke wedstrijd tegen België (5 – 0 verlies).
| Interlands van Jan Schoemaker voor Nederland | Interlands van Jan Schoemaker voor Nederland | Interlands van Jan Schoemaker voor Nederland | Interlands van Jan Schoemaker voor Nederland | Interlands van Jan Schoemaker voor Nederland | Interlands van Jan Schoemaker voor Nederland |
| №                                            | Datum                                        | Wedstrijd                                    | Uitslag                                      | Soort Wedstrijd                              | Doelpunten                                   |
| Als speler bij HVV (Den Haag)                | Als speler bij HVV (Den Haag)                | Als speler bij HVV (Den Haag)                | Als speler bij HVV (Den Haag)                | Als speler bij HVV (Den Haag)                | Als speler bij HVV (Den Haag)                |
| -------------------------------------------- | -------------------------------------------- | -------------------------------------------- | -------------------------------------------- | -------------------------------------------- | -------------------------------------------- |
| 1.                                           | 29 april 1906                                | België – Nederland                           | 5 – 0                                        | Vriendschappelijk                            | 0                                            |
| 2.                                           | 13 mei 1906                                  | Nederland – België                           | 2 – 3                                        | Vriendschappelijk                            | 0                                            |